# Thames Ironworks and Shipbuilding Company
Thames Ironworks and Shipbuilding Company, Limited byla železářská a loďařská společnost v Leamouthu na soutoku řek Bow Creek a Temže. Její hlavní aktivita byla stavba lodí, ale také civilní inženýrství, mořské inženýrství, jeřáby, elektrické inženýrství a motorová vozidla.

## Historie

### 1837–1846
Společnost byla založena roku 1837 loďařem Thomasem Ditchburnem a inženýrem a lodním architektem Charlesem Marem jako Ditchburn and Mare Shipbuilding Company. Původně se nacházela v Deptfordu, ale poté, co vyhořela, byla přemístěna roku 1838 na Orchard Place mezi East India Docks a Bow Creek. Tady si vzali provozovnu dřívějších loďařů Williama a Benjamina Wallisových.
Firma si vedla dobře a během několika let se rozrostla po celém okolním území.
Ditchburn and Mare byli mezi prvními staviteli železných lodí v okolí, jejich společnost zahájila budování malých kolesových parníků mezi 50 a 100 tunami, než přešla na lodě přeplouvající Lamanšský průliv a od roku 1840 začala budovat lodě nad 300 tun. Zákazníci společnosti byli Iron Steamboat Company a Blackwall Railway Company, několik kolesových parníků se vyrobilo i později, např. Meteor a Prince of Wales.
Společnost měla také zakázky od Admirality, např. HMS Recruit, což byla jedna z prvních železných válečných lodí. Také vybudovali parníky pro P & O Company Ariel a Erin.

### 1847–1856
Thomas Ditchburn odešel do důlchodu roku 1847 a firma zůstala Charlesovi pod jménem C. J. Mare and Company. Připojil se k němu architekt James Ash, který si později založil vlastní loďařství v Cubitt Town.
Od roku 1847 společnost vzrůstala a Mare si koupil pozemek v Canning Town, u řeky River Lea, kde začal převážet.
Mare založil loděnici, která mohra vyrábět lodě až 4 000 tun, protože úzkost na Orchard Place nedovolila vyrábět lodě nad 1 000 tun. Roku 1853 vyrobila společnost loď SS Himalaya pro Peninsular and Oriental Steam Navigation Company, krátce největší civilní loď, než se stala transportní lodí Navy.
V roce 1855, kdy měla společnost více, než 3 000 zaměstnanců, byla ohrožena, když začal Mare bankrotovat. Tím je myšleno, že jeho finanční situace se zhoršovala zpožďováním plateb za hotovou práci nebo tím, že společnost špatně spočítala cenu lodí pro Royal Navy. Firma nepostrádala zakázky, měla 6 smluv na dělové čluny a smlouvu pro Westminster Bridge (z rokuv1862).

### 1857–1912
Věřitelé nechali společnost pokračovat a dva zaměstnanci – Joseph Westwood a Robert Baillie byli jmenováni manažery. Hlavní zachránce společnosti byl Peter Rolt, Mareho tchán, konzervativec, člen parlamentu za Greenwich. Rolt byl také dřevař a dědic Pett shipbuilding family.
Rolt kontroloval společnost a roku 1857 z ní udělal limitovanou společnost a pojmenoval Thames Ironworks and Shipbuilding and Engineering Company Ltd. Měla kapitál 100 000 liber ve 20 akciích v hodnotě 5000 liber za každou, které měl všechny Rolt jako hlavní akcionář.
Nová společnost byla největší loďařství na Temži, i její provozovnu popisoval Mechanics' Magazine roku 1861 jako „Leviathan Workshops“. Mapy z roku 1860 ukazují společnost na velké trojúhelníkové ploše v pravém úhlu na východním pobřeží Bow Creek, s železnicí na temžské molo na třetí straně a s menší sítí na západním pobřeží. Hlavní loděnice měly 320 m dlouhé přístaviště. Na severovýchodě zabíral komplex severní pobřeží Temže východně od Bow Creek.
Roku 1863 mohla společnost současně vyrábět 25 000tunové válečné lodě a 10 000tunové poštovní parníky. Jedna z prvních smluv byla na HMS Warrior, spuštěný roku 1860, tehdejší největší válečná loď a první železná ozbrojená fregata. HMS Minotaur následoval roku 1863.
Práce na lodích jako Minotaur se dělala na canning townské straně řeky Lea, což je strana, kde měla společnost méně než 0,040 km². Přestože stará síť na Orchard Place patřila stále společnosti do roku 1909, její velikost byla malá, v roce 1860 měla jen 0,020 km².
Hlavní část na Temži byla pod velkým tlakem kvůli ceně severních loděnic s menšími zásobami uhlí a železa. Hodně loděnic bylo kvůli finanční krizi roku 1866 zavřeno. Zbylé loděnice se specializovaly na válečné lodě a linery.
Po úspěchu s HMS Warrior a HMS Minotaur přicházely zakázky námořnictev z celého světa zahrnující Dánsko, Řecko, Portugalsko, Rusko, Španělsko a Osmanskou říši. Loděnice také vybudovaly pro Pruskojejich první železnou válečnou loď, SMS König Wilhelm roku 1869 a křižník Alfonso de Alburquerque pro Portugalsko roku 1883.
Roku 1890 se stal Arnold Hills generálním ředitelem. Hills byl jeden z prvních ředitelů, kteří používali 8hodinovou pracovní dobu pro své dělníky v čase, kdy byly v průmyslu běžné 10 a 12hodinové pracovní doby.
Roku 1895 založil Hills fotbalový klub svých zaměstnanců, Thames Ironworks F.C. a za 2 roky se zúčastnili FA Cupu a Londýnské ligy. Kvůli přání zaměstnávat profesionální fotbalisty byl klub rozpuštěn roku 1900 a o měsíc později vznikl jako West Ham United FC.
Během své činnosti společnost vyrobila 144 válečných lodí a hodně dalších lodí. Roku 1911 oslovil Hill tehdejšího admirála Winstona Churchilla, protože chyběly nové objednávky. Neuspěl a roku 1912 se loděnice musela zavřít.

## Důležité události
- Roku 1850 pracovala společnost pro I. K. Brunelův Royal Albert Bridge přes řeku Tamar ve městě Saltash.
- Asi nejznámější loď byla HMS Warrior, spuštěná roku 1860, první největší železná válečná loď. Když byl v říjnu 1861 dokončen, byl Warrior největší, nejrychlejší a nejvyzbrojenější válečná loď na světě.
- V roce 1890 společnost vyrobila 2 ze 6 britských lodí, které se účastnili hlavní bitvy Rusko-Japonských válek 1904–1905.
- Spuštění lodě HMS Albion roku 1898 provázelo hrozné neštěstí, kdy zahynulo několik přihlížejících pod zhrouceným mostem.
- Poslední vybudovaná válečná loď, HMS Thunderer (22 500 tun), byla spuštěna roku 1911.

## Lodě
- HMS Trident, Royal Navy, 1845 (Ditchburn & Mare)
- HMS Recruit, Royal Navy, 1846, železná briga.
- PS Vladimir, 1848 (C. J. Mare), ruský válečný parník
- Argo, 1853, první parník, který obeplul svět.
- SS Himalaya, 1853 (C J Mare), pro Peninsular and Oriental Steam Navigation Company, později HMS Himalaya, Royal Navy.
- HMS Warrior, Royal Navy, 1860
- Yavari and Yapura 1862.
- Mahmudieh, turecké námořnictvo, 1863
- HMS Minotaur, Royal Navy, 1863
- Pervenetz, ruské námořnictvo, 1863
- HMS Valiant, Royal Navy, 1863
- Victoria, fregata, 1865
- SNS Vitoria, španělské námořnictvo, 1865
- HMS Serapis, transportní loď Royal Navy, 1866
- Anglia 1866
- SMS König Wilhelm, 1869,pruské námořnictvo
- Avni Illah, turecké námořnictvo, 1869
- Fethi Bulend, turecké námořnictvo, 1870
- HMS Magdala, Royal Navy, 1870
- Memdouhied, turecké námořnictvo, 1872
- Messudieh, turecké námořnictvo, 1872
- HMS Superb, Royal Navy, 1875
- NRP Mindello, portugalské námořnictvo, 1875
- NRP Rainha De Portugal, portugalské námořnictvo, 1875
- NRP Vasco Da Gama, portugalské námořnictvo, 1876
- Fox 1877
- Canada 1880
- HMS Linnet, Royal Navy, 1880
- NRP Alfonso D'Albuquerque, portugalské námořnictvo, 1884
- HMS Benbow, Royal Navy, 1885
- HMS Sans Pareil, Royal Navy, 1887
- HMS Blenheim Royal Navy, 1890
- SS Robin, Arthur Ponsonby, 1890
- HMS Grafton, Royal Navy, 1892
- HMS Theseus, Royal Navy, 1892
- Bitevní loď Fudži, 1896
- Bitevní loď Šikišima, 1898
- HMS Albion, Royal Navy, 1898
- HMS Cornwallis, Royal Navy, 1901
- HMS Duncan, Royal Navy, 1901
- Cromer Lifeboat Louisa Heartwell ON 495,RNLI 1902
- HMS Black Prince, Royal Navy, 1904
- J C Madge, RNLI, Sheringham lifeboat, 1904
- HMS Nautilus, Royal Navy, 1910, později HMS Grampus
- HMS Thunderer, Royal Navy, 1911